# Plan Freycinet

Netzentwicklung in Frankreich 1840 bis 1930
1840
1850
1860
1870
1880
1890
1900
1910
1920 (orange: elektrifiziert)
1930 (orange: elektrifiziert)

Der Plan Freycinet, auch Freycinetplan, offiziell Loi qui classe 181 lignes de chemin de fer dans le réseau des chemins de fer d’intérêt général: 17 juillet 1879, war ein in Frankreich 1879 erlassenes Gesetz zur Förderung des Eisenbahnbaus.
Vorangetrieben wurde diese Initiative in seinen Anfangsjahren als Berufspolitiker durch Charles de Freycinet, der 44 Jahre Mitglied im französischen Senat, später langjährig Ministerpräsident sowie Minister für verschiedene Ressorts war. Im zweiten Jahr seiner Zugehörigkeit zum Senat berief ihn Premierminister Jules Dufaure als Minister für öffentliche Arbeiten und er war für Verkehrsinfrastruktur, vor allem die „altbewährten Verkehrsträger“: S. 4 Chausseen, Wasserstraßen und die Eisenbahn zuständig. Mithilfe seines langjährigen und engen Vertrauten Léon Gambetta erlangte er einen gemeinsamen Gesprächstermin beim Finanzminister Léon Say, mit dem er die Grundlage für einen Gesetzestext schuf.

## Geschichte

### Erste Entwicklung von Bahngesellschaften und -strecken
Zu Beginn der 1860er Jahre gab es sechs große Eisenbahngesellschaften, die alle in privater Hand waren:
- Compagnie du chemin de fer de Paris à Orléans (PO)
- Compagnie des chemins de fer du Nord (Nord)
- Chemins de fer de l’Est (Est)
- Chemins de fer de l’Ouest (Ouest)
- Compagnie des chemins de fer de Paris à Lyon et à la Méditerranée (PLM)
- Compagnie des chemins de fer du Midi (Midi)

Bereits 1857 waren die im Gesetz von 1842 definierten Strecken im Wesentlichen fertiggestellt. Um Lücken im Netz zu schließen, Querverbindungen im zentralistischen Netz und Verbindungen zwischen den verschiedenen Gesellschaften zu schaffen, wurde ein Gesetz erlassen, das diese Bautätigkeit erleichtern sollte. Man sprach von einem „Zweitnetz“, das im Bau aufwändiger und im Betrieb teurer zu erhalten war. Eine Zinsgarantie auf 50 Jahre half den Unternehmen ab 1859, diese Lasten zu stemmen. Das sogenannte Altnetz („Ancien réseau“) sollte zunächst helfen, das „Nouveau réseau“ zu finanzieren. Begründet wurde dies mit ihrer Zubringerfunktion, die die Zweitnetze erfüllten. Erst, wenn dies nicht mehr gelang, sollten staatliche Hilfen anspringen.: S. 8
Trotzdem gab es noch weite Landstriche, in denen überhaupt keine Eisenbahn verkehrte, nicht nur in dünn besiedelten Gegenden wie dem Zentralmassiv oder zwischen Grenoble und Nizza. Die Départementräte der betroffenen Départements klagten diese ein – wenigstens Lokalbahnen sollten ihnen zustehen – und man fürchtete Unruhen wie 1848, weil dieser Mangel breite Bevölkerungsschichten betraf.: S. 8–9 Von den vielen, neu gegründeten Transportunternehmen war in dieser Hinsicht keine Hilfe zu erwarten, interessierten sie sich nur für ertragreiche Strecken zu den Industrie- und Handelszentren – Wolkowitsch spricht von Häfen und Großstädten –, nicht für den Vieh- und Getreidetransport. Rein auf landwirtschaftlichen Transport ausgerichtete Planungen hat es nicht gegeben.
Mittlerweile gründeten sich immer mehr Eisenbahngesellschaften, die meist unterkapitalisiert waren. Diesen Prozess hatte es etwa zehn Jahre zuvor schon auf den Britischen Inseln gegeben. Die geplante und den Gemeinden und Départements versprochene Rentabilität kam nicht zustande, begonnene Streckenplanungen oder -bauten mussten aufgegeben werden und kamen zum Erliegen. Oft verzögerte sich die geplante Fertigstellung unter der Regie einer neuen Gesellschaft um ein Jahrzehnt oder kam überhaupt nicht mehr zustande. Der Unmut der Regionalregierungen in den Verwaltungsräten und Rathäusern wuchs.

### Lokalbahngesetz

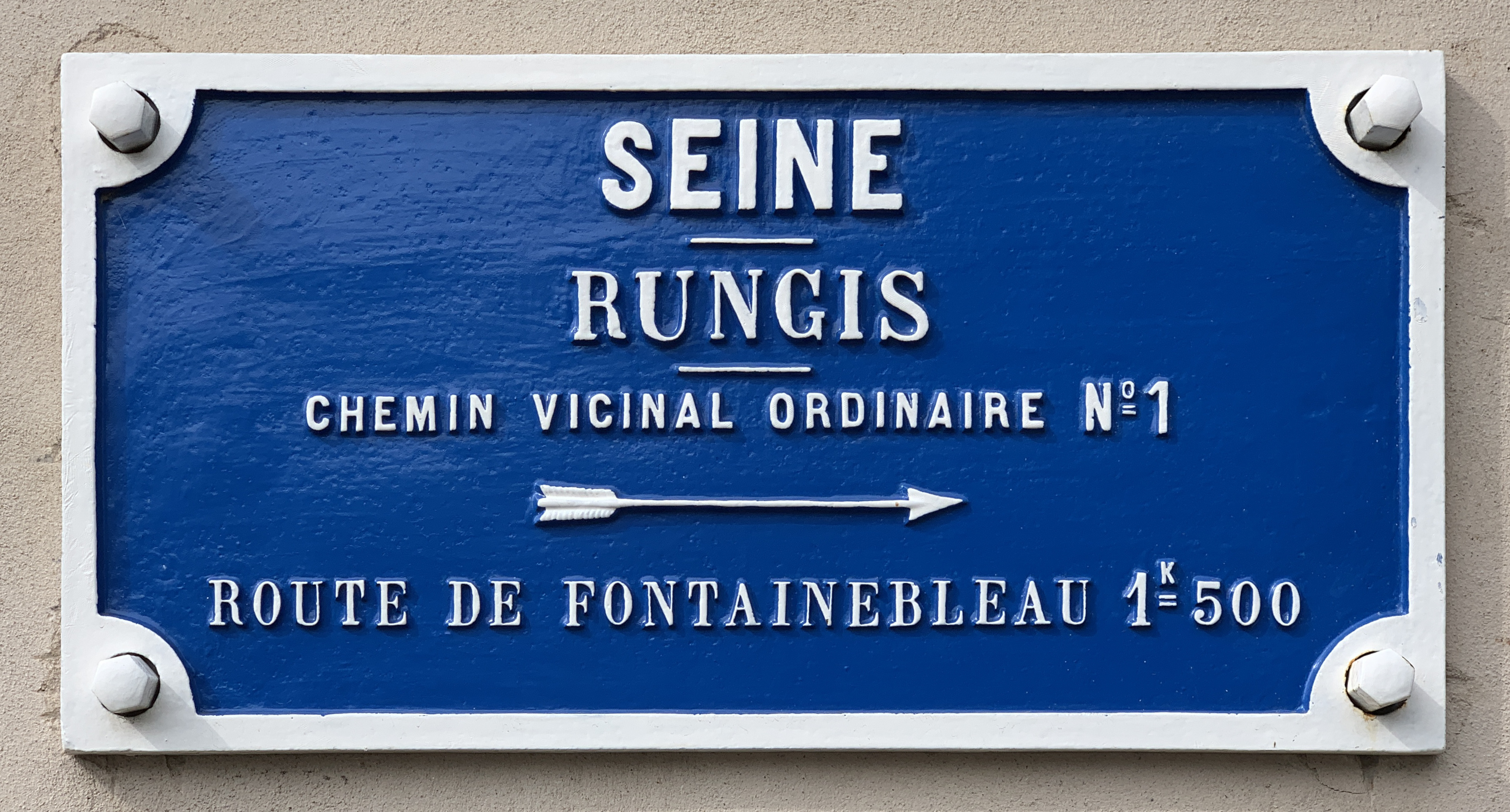
Historisches Straßenschild bei Orly, das die Straße bezeichnet, die später zur Route nationale 1 bestimmt wurde.

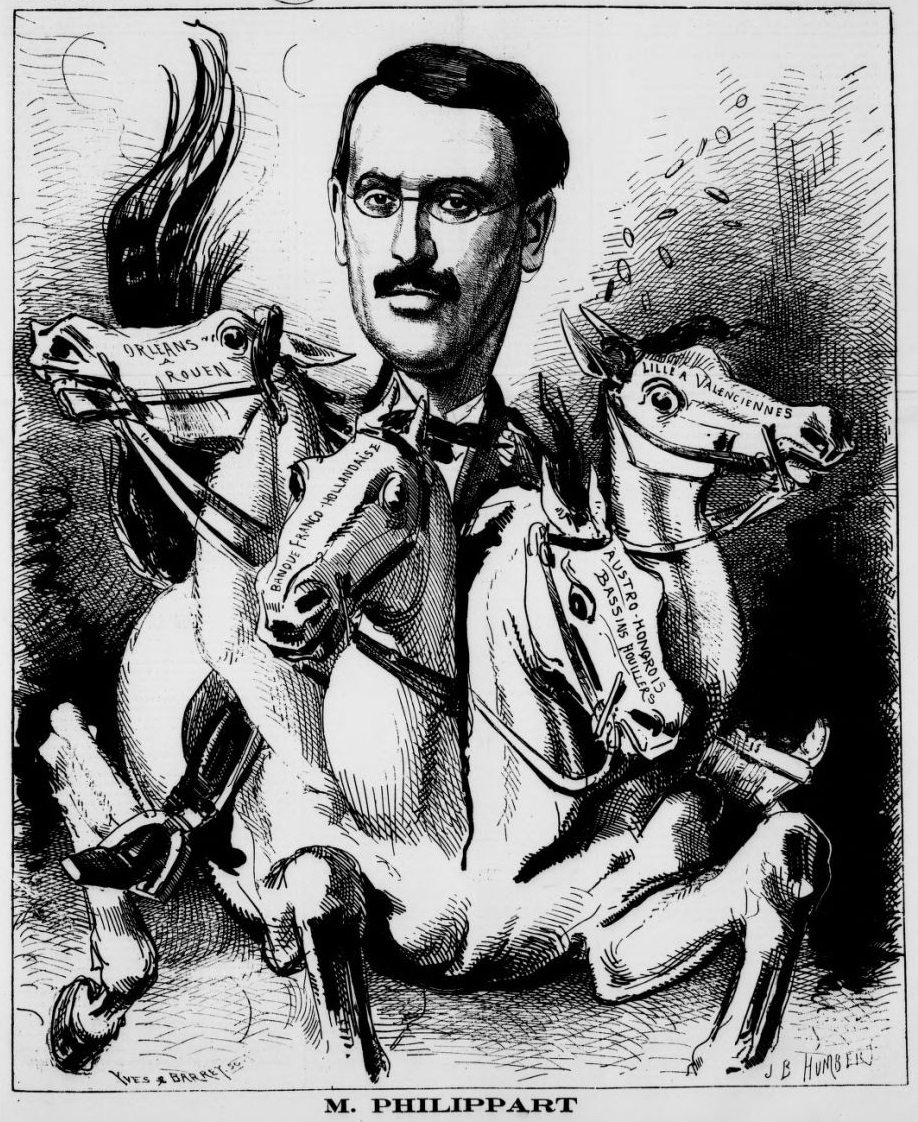
Karikatur Simon Philipparts als Reiter unterschiedlichster Wirtschaftsunternehmungen, 16. April 1874.

Entsprechend kam es 1865 zum Lokalbahngesetz. Mit zunehmender Liberalisierung und dank eines überhitzten Eisenbahngesellschaftsmarktes während des Zweiten Kaiserreichs von der Britischen Insel her kommend sah sich die Regierung genötigt, fehlendem Bedarf an Eisenbahninfrastruktur – vor allem im agraischen und ländlichen Raum – mit einer Konjunkturhilfe zu begegnen. Selbst wollte der Staat nicht unmittelbar in das Eisenbahngeschäft einsteigen, weil er sich schon in zu vielen wirtschaftlichen Beteiligungen verpflichtet sah.
Die Initiative dazu ging vom elsässischen Präfekten Stanislas Migneret (1809–1884) aus. Es wurde definiert nach dem lokalen Interesse, das für eine Eisenbahnstrecke vorhanden wäre, und fußte auf dem Gesetz vom 21. Mai 1836 zum Unterhalt von Vizinalstraßen, mit dem 1859 erstmals dieses Bedürfnis befriedigt wurde. Zunächst wurde es nur im Département Bas-Rhin recht erfolgreich angewendet, was andere Départements auf den Plan rief, die nach einer gesetzlichen Grundlage fragten, um es ebenfalls anwenden zu können, ohne selbst dafür langwierige Gesetze einleiten zu müssen. Staatliche Untersuchungen waren die Grundlage für den Gesetzestext, der am 12. Juli 1865 verabschiedet wurde. Er ermöglichte den Départements und Gemeinden, entweder selbst oder im Rahmen von Konzessionierungen und unter Kontrolle des Staates Eisenbahnstrecken von lokalem Interesse mit weniger strengen Auflagen zu bauen. Diese Autonomie war sowohl technischer als auch finanzieller Natur, was zu zahlreichen Missbräuchen führte, da die fehlenden Kontrollen der Finanzzuschüsse der Spekulation Vorschub leistete: Arbeiten wurden begonnen, die Arbeiter und externe Dienstleistungen aber nicht bezahlt, sondern stattdessen die Arbeiten aufgrund von technischen Hindernissen eingestellt; die Gesellschaften gingen insolvent. Inhalt des Gesetzes war ferner, dass die Strecken nicht von großer Länge sein sollten und topografische Hindernisse zu umgehen und nicht zu durchqueren hätten. Schmalspur wäre der Normalspur vorzuziehen, wenn das Gelände zu komplex würde. Auch wären zweitrangige Gemeinden an das Netz der „großen Strecken“ anzuschließen.: S. 11
Trotz geringer zu erwartender Erträge wuchs das Streckennetz sprunghaft: Innerhalb von nur fünf Jahren waren statt 1819 km 1875 schon 4368 km betriebsbereit. Befördert wurde dies auch durch das 1867 erlassene Gesetz zu Gesellschaften mit beschränkter Haftung, das für die Gründung lediglich die Anzahl von sieben Gesellschaftern bestimmte. Nach François Caron (1931–2014) war dies eine von 1868 bis 1876 dauernde kurze Phase in der französischen Eisenbahngeschichte vor der „staatlichen Offensive im Kampf gegen das Monopol der großen Gesellschaften“, also eine Art der „Manifestation des wirtschaftlichen und sozialen Neoliberalismus in den letzten Jahren des Kaiserreichs“. Ein schillerndes Beispiel dieses bourgeoisen Spekulantentums verkörperte der Belgier Simon Philippart (1826–1900), dem es 1869 gelang, über seine Aufnahme in den Aufsichtsrat der Bahngesellschaft Chemin de fer d’Orléans à Rouen die Kontrolle über die Gesellschaft zu erlangen, um Konzessionen von Lokalbahnstrecken zu erwerben und damit den Eisenbahnmarkt zwischen Centre und der Normandie westlich Paris’ zu diktieren. Er führte die Gesellschaften gezielt in den Ruin und musste sich später wegen Betruges vor Gericht verantworten.: S. 13
Neben den vielen erfolgreichen Bauprojekten gab es also ebenso diejenigen – auch durch dieses GmbH-Gesetz begünstigt –, die zu reinen Spekulationsobjekten gerieten: „Übrig blieben […] Gemeindebürger, die sich bereits in der Vorfreude auf Bahnhöfe und Züge in ihren Gegenden und Kantonen gewogen hatten und nun mit aller Kraft auf die Erfüllung der ihnen gemachten Versprechungen pochten. So mußten Bürgermeister, Generalräte und Abgeordnete […] diesen Versprechungen nachkommen, wollten sie nicht ihre politische Existenz auf das Spiel setzen.“: S. 13

### Voraussetzungen für den Plan Freycinet
In den letzten 30 Jahren vor dem Plan Freycinet entwickelte sich die Landwirtschaft durch die neuen Transportmöglichkeiten zu einem saturierten Wirtschaftszweig. Waren die Absatzmöglichkeiten landwirtschaftlicher Produkte um 1850 vorwiegend auf den lokalen Markt und Subsistenzwirtschaft beschränkt, lässt sich das Ende dieses Zeitraums mit einer Nationalisierung des Absatzmarktes beschreiben. Doch nicht nur die Absatzwege wurden deutlich verbessert, auch die Bezugsmöglichkeiten von sich langsam industrialisierender Agrartechnik und diejenigen von Kalk und Düngemittel zur Bodenverbesserung und Wachstumsförderung spielten eine wichtige Rolle – dies zumindest entlang der bis dahin fertig gestellten Eisenbahnstrecken. Gab es beispielsweise 1852 im Land 60.000 Dreschmaschinen, so wuchs deren Zahl bis 1882 auf das fünffache. Dies führte zu einem merklichen ländlichen Wohlstand.: S. 23–26
| Ort                  | Département    | Einw. | km |
| -------------------- | -------------- | ----- | -- |
| Châtillon-sur-Indre  | Indre          | 3600  | 47 |
| Tournon-Saint-Martin | Indre          | 1500  | 37 |
| Le Blanc             | Indre          | 5800  | 30 |
| Loches               | Indre-et-Loire | 5000  | 27 |

In allen Landesteilen gab es jedoch auch Regionen, die nicht oder nur ungenügend an das Eisenbahnnetz angeschlossen waren. Selbst wenn eine Strecke durch einen Landesteil führte, aber dort nicht hielt, war dies eine umso größere Benachteiligung für die betroffene Gemeinde, da die nächsten durch einen Bahnhof begünstigten Gemeinden gegenüber den vernachlässigten Orten besonders im Vorteil waren. Nach Eugen Weber „wurde so eine Schutzzone geschaffen, innerhalb derer die kleinen traditionell ländlichen Industrien wie Nagelschmieden, Holzschuhmachereien, Textilindustrien, Kupferschmieden oder die kleinen Eisenhütten in Gegenden mit ein wenig Eisenerzvorkommen überleben konnten“.: S. 298
Der Eisenbahnboom, der in der Mitte des 19. Jahrhunderts eingesetzt hatte, bescherte auch der Industrie einen enormen Aufschwung. Machten um 1840 etwa ein Viertel aller produzierten Waren Industriegüter aus, so waren es zwischen 1850 und 1880 etwa ein Drittel und um 1900 gar die Hälfte. Daneben stieg kontinuierlich die Anzahl der Patente und 1860 war der Höhepunkt der Innovation. Auch die Industriekonzentration stieg immer weiter an. Besonders die Unternehmerfamilien De Wendel im Nordosten und Schneider-Creusot im Zentrum haben nach Michael Erbe dieses Ziel idealtypisch verfolgt.
Die Wachstumsraten waren dabei mit knapp 2 % relativ gering, weil sowohl im In- als auch im Ausland die Nachfrage schwächelte. Dazu trug wesentlich die Stahlproduktion bei, vor allem der Schienenbau, aber auch die Lokomotivproduktion waren rückläufig. Fehlende Nachfrage im Stahlsektor wirkte sich auch auf die Kohlenförderung aus. Offensichtlich wurde diese Schwäche zu spät erkannt, denn erst 1877 beauftragte der Senat eine Kommission, dieser Frage nachzugehen. Der Protektionismus des Vereinigten Königreichs mit seinen Dumpingpreisen führte zum Verlust weiter Absatzmärkte in Italien und der Schweiz. Die Klagen der Industrie wurden lauter und verschiedene regionale Handelskammern forderten Schutzzölle. Billiger Transport mit der Bahn war noch immer nicht in alle Landesteile möglich. „Der Plan Freycinet wurde somit auch für eine langsamer laufende Industrie entworfen. Er war unter anderem dazu gedacht, diese wieder anzukurbeln, indem man einer der Spitzenindustrien, der Stahlindustrie, Auftragsspitzen gab und anderen Industrien neue Märkte im Inland erschloß.“: S. 31–32
Das Zustandekommen des Plan Freycinet ist neben den wirtschaftlichen Erfordernissen auch vor dem Hintergrund des Ausgangs des Deutsch-Französischen Kriegs zu sehen. Nach der Kapitulation herrschte zunächst konservative bis monarchische Gesinnung vor; als Republikaner war man in einer deutlichen Minderheit. Das politische Geschick und die Beliebtheit der Person Adolphe Thiers’ wendete diese Stimmung zugunsten der Republikaner. Er verstand es, als erster Staatspräsident der Dritten Republik seine Landsleute unter der Trikolore zu vereinen. Bei der Frage der Reparationen konnte er durch die Aufnahme von Staatsanleihen überaus erfolgreich die Franzosen dazu bewegen, 5 Mrd. Goldfranc zu zeichnen, die dem Land schnell wieder wirtschaftlich auf die Beine halfen. Dieses wachsende Kräfteverhältnis spiegelte sich auch bei den Nachwahlen am 2. Juli 1871 wider, bei denen die Republikaner 102 der 114 Sitze erringen konnten.
Zur Pariser Weltausstellung 1878 schreib die Marseillaiser Zeitung Égalité:

« Il y a un intérêt républicain à faire réussir l’Exposition […] si l’Exposition réussit aussi qu’il faut qu’elle réussisse, la République est consolidée, parce que la France est relevée et relevée par la République. […] Et 1878 sera une grande année, pour la République. Une année décisive presque, parce qu’elle préparera 1880 »

„Es gibt ein republikanisches Interesse am Erfolg der Ausstellung […] Wenn die Ausstellung so erfolgreich ist, wie sie sein muss, ist die Republik gefestigt, denn Frankreich wird durch die Republik wieder aufgerichtet. […] Und 1878 wird ein großes Jahr für die Republik sein. Ein fast entscheidendes Jahr, weil es das Jahr 1880 vorbereiten wird.“

1880 sollte die nächste Präsidentschaftswahl stattfinden. Genau die in der Zeitung geäußerte Meinung zur Weltausstellung wird bei den Architekten des Plan Freycinets auch vorgeherrscht haben. Der Historiker Robert Beck schreibt dazu: „Die Wirtschaft ankurbeln, dem Land neue Verkehrswege verschaffen, die Grundlage für einen neuen Wohlstand, würde dies nicht alles zum Ruhm der jungen Republik beitragen und deren Ansehen innerhalb der Bevölkerung erhöhen?“: S. 37

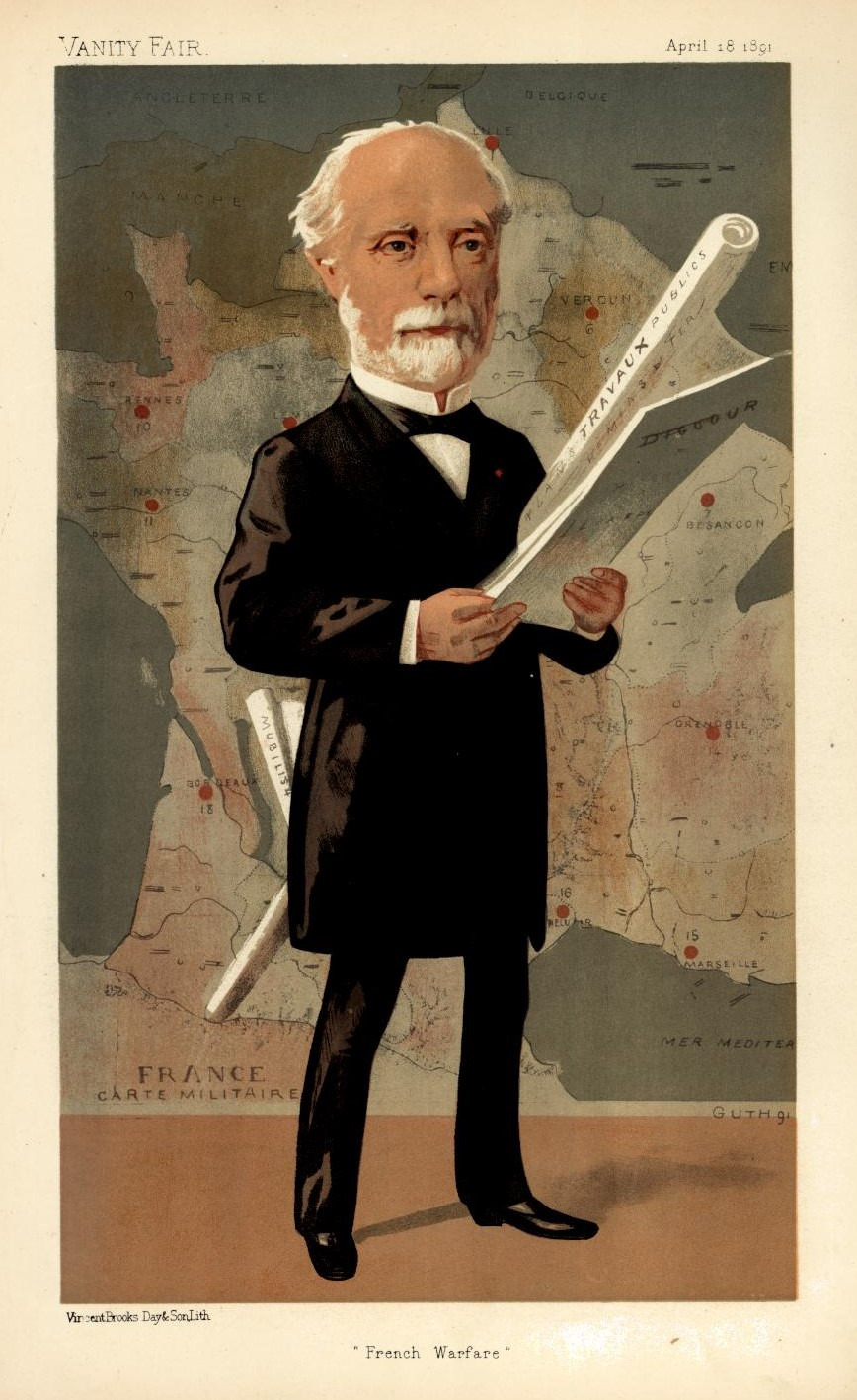
Karikatur Freycinets von Jean Baptiste Guth, 1891

Sowohl Jules Dufaure als auch Léon Gambetta rieten dem auf Wahlkampfreise gehenden Freycinet im Sommer 1878, er solle das Wahlvolk daran erinnern, dass es vom Staat öffentliche Bauten bekomme, und daher ruhig und zuversichtlich in die Zukunft schauen. Damit war das politische Konzept der Regierung umrissen: innere Beruhigung des Landes und die Einrichtung einer Kommission, die Listen aufstellen würde, welche Eisenbahnstrecken notwendig wären, um die Infrastruktur zu verbessern. Bereits seit 1876 arbeiteten drei Kommissionen des Senats an dieser Aufstellung, waren aber bisher am Finanzierungssystem und an den Tarifen gescheitert. Abhilfe sollte nun ein Klassifizierungsgesetz schaffen, welches „dem Chaos im Eisenbahnbau ein Ende […] setzen und den nötigen Ausbau des Netzes […] gewährleisten [sollte].“: S. 39–41 Eine strikte Unterteilung in Normal- und Lokalbahnen sowie die Auflistung der noch benötigten Strecken sollte den Bauvorhaben Vorschub leisten, die Finanzierung sicherstellen und die Interessen der Bevölkerung befriedigen. Der Fortschritt, den die Regierung ankündige, manifestiere sich für jeden Dorfschullehrer mit jedem Bahnhof, der in der nächsten Stadt gebaut würde und so den Zugang zur weiten Welt ermögliche.: S. 306

## Der Plan
Für Freycinet war der Gesetzesentwurf zum Eisenbahnbau die erste und wichtigste Aufgabe, die er unmittelbar nach Regierungsbildung von Dufaure im Dezember 1876 zugewiesen bekam. Erste Entwürfe bekamen im Laufe des Jahres 1877 Gesetzesrang und führten am 2. Januar 1878 zur Einrichtung von sechs Regionalkommissionen, die die zu bauenden Strecken definieren sollten. Eine Woche später trafen sich Freycinet, Finanzminister Say und der Vorsitzende des Finanzausschusses der Abgeordnetenkammer Gambetta, um die Finanzierung mithilfe einer dreiprozentigen Rente zu beschließen. Die Behandlung von Häfen und Kanälen, die ursprünglich ebenfalls in das Gesetz eingearbeitet werden sollte, wurde fallengelassen.: S. 42

„Der französische Bautenminister, Herr v. Freycinet, hat mit Beginn dieses Jahres der Kammer ein Eisenbahn-Programm unterbreitet, das an Kühnheit in der Conception alles bisher Dagewesene übertrifft. […] Dieser Plan ist so grossartiger Natur, dass man in anderen continentalen Staaten die Realisirbarkeit desselben ernstlich bezweifeln würde […].“

Bis Ende März hatten die Regionalkommissionen ihre Arbeit beendet, sodass Freycinet nach einer Überarbeitung der Ergebnisse durch sein Ministerium am 4. Juni 1878 eine erste Vorlage des Gesetzesprojekts der Abgeordnetenkammer vorlegen konnte. 154 neue und 53 ehemals als Lokalbahnen klassifizierte Strecken mit einer Gesamtlänge von 8700 km wurden darin vorgeschlagen. Die dafür berücksichtigten Kriterien waren ein militärischer Nutzen, die direkte Verbindung zweier größerer Eisenbahnstrecken, der Anschluss eines Mittel- oder Oberzentrums und die Verbindung aufgrund verwaltungstechnischer Gründe.
Weitere 2900 km waren nach der Gesetzeslage von 1875 noch zu bauen und weitere 5400 km waren zwar bereits konzessioniert, aber noch nicht gebaut oder in Betrieb, sodass das gesamtfranzösische Eisenbahnnetz eine Länge von 39.000 km haben würde. Im November 1878 fügte Freycinet noch einige Strecken hinzu, sodass das Gesetz 163 neue und 64 ehemalige Lokalbahnstrecken umfasste mit einer Gesamtlänge von 18.000 km. Zwar würden nicht alle Strecken rentabel werden, dessen war sich Freycinet bewusst, doch lag der Preis einer Tonne transportierter Ware auf der Straße bei 30 ct pro Kilometer, auf der Schiene nur bei 6 ct. Für die Industrie müsste diese Rechnung überzeugen und er wich damit wesentlich von der Kalkulation der Privatwirtschaftler seit 1830 ab, die allein den Gewinn und die Dividende in Betracht zogen. Der Staat dagegen wäre mit seinen konzessionierten Strecken nicht gewinnorientiert, aber bestrebt, Voraussetzungen zu schaffen, die ertragreiches Arbeiten ermöglichten. War schon beim weniger ertragreichen Zweitnetz der Lokalstrecken die „Interessenidentität“ zwischen Staat, lokaler Industrie und Gesellschaft infrage gestellt worden, so wurde sie jetzt beim „Drittnetz“ mit dem System der Zinsgarantie erneut aufgeworfen, aber durch das Betonen der Bedeutung der Regionen neu beleuchtet. Nach Freycinet koste ein Kilometer 200.000 FF, der Generalrat der Ponts-et-Chaussées rechnete mit 250.000 FF.

### Beschlussfassung
Nacheinander passierte der Gesetzentwurf die Abgeordnetenkammer und den Senat. Die Komplexität des Antrags und die persönliche Verbundenheit vieler Abgeordneter ließen befürchten, dass der Text zerredet würde. Tatsächlich kamen 205 Zusatzanträge zu dem Gesetzesentwurf zur Sprache. Insbesondere wurde beantragt, drei Kriterien bei der Zulassung von neuen Strecken zu berücksichtigen, dergleichen Streckenführung wie die neuen Nationalstraßen, die Bewirtschaftung der gerade gegründeten Staatsbahn ETAT und die Berücksichtigung internationaler Vorschriften zur Nutzung auch ins Ausland gehender Züge. Ein Plädoyer Freycinets erinnerte die Abgeordneten daran, dass dieser Text sich von den gewöhnlichen Eisenbahngesetzen unterscheide, weil es einem großen Teil der Bevölkerung wichtige Zukunftsperspektiven eröffne, und warnte vor allzu vielen Änderungsanträgen. Er prognostizierte Wohlstand und Wachstum der französischen Wirtschaft und es läge in den Händen des Parlaments, die „den Bau und somit die Höhe der jährlichen Ausgaben kontrollieren und den jeweiligen ökonomischen Bedingungen anpassen könne, ohne das Budget zu sehr zu strapazieren“.: S. 44–46 Freycinet war vorsichtig genug, um einige Sicherungen in das Gesetz einzubauen: Es sollte keine vorgeschriebenen Fristen geben, die Ausgaben würden aus dem außerordentlichen Haushalt bestritten, der jedes Jahr neu verabschiedet werden müsse und bei Bedarf angepasst werden könne. Das Konzept sei kühn, in seiner Ausführung aber vorsichtig und maßvoll. Am 29. März 1879 stimmte die Abgeordnetenkammer dem Gesetz mit Handzeichen und ohne große Diskussion zu.
Vier Monate später passierte das Gesetz auch den Senat. Eingebracht wurde es durch die Eisenbahnkommission in Person von General und späteren Kriegsminister Jean-Baptiste Billot. In seiner Präsentation stellte er heraus, wie unzureichend das französische Eisenbahnnetz in wirtschaftlicher und militärischer Hinsicht sei und dass dies eine große Ungerechtigkeit für die Nation darstelle. Billot hatte jedoch nicht nur die Senatsmitglieder zu überzeugen, auch in den Reihen der Kommission gab es Gegner, die es für unnütz oder gar gefährlich hielten. Auch könne der Plan Freycinet in den kommenden Jahren zu einer großen Belastung für den Haushalt werden, weil weder die Bauweise noch die Bewirtschaftungsform klar festgeschrieben sei. Gerade darin sah die Mehrheit der Kommission aber einen entscheidenden Vorteil, indem das Parlament je nach Gegebenheiten der Strecke die Bauerlaubnis erteilen könne. Dies genau sei die Garantie, dass der öffentliche Haushalt nicht unter Druck gerate. Im Unterschied zur Abgeordnetenkammer war die Diskussion im Senat weitaus lebhafter. Grund dafür war vor allem, dass dieser durch die Diskussionen ein Jahr zuvor mit dem sogenannten Rapport d’Andigné, der die Klassifizierung von mehr als sechseinhalb Tausend Bahnkilometern neu regeln sollte, und dem Rapport Foucher de Careil, der die Finanzierung kleinerer Bahngesellschaften regelte, sensibilisiert war, weil diese ebenfalls lebhaft bis kontrovers diskutiert worden waren.
Am 12. Juli 1879 nahm der Senat dieses Gesetz an, in dem schließlich 181 Strecken mit einer Länge von 8848 km genannt wurden (§ 1). Die Bauausführung musste vom Parlament mit einer Bauerlaubnis angefragt werden (§ 2). Oberstes Gebot für die Genehmigung war der militärische und ökonomische Nutzen sowie die finanzielle Unterstützung durch das Département, die Gemeinde oder einer privaten Interessengruppe (§ 3). Die Finanzierungshilfe durch den Staat musste mit einem jährlich neu zu bestimmenden Budget parlamentarisch festgelegt werden (§ 4).: S. 46–48

### Die Auswirkungen des Gesetzes
In diesem ersten Jahr wurden 12 Baugenehmigungen erteilt, 1880 waren es 20, ein Jahr später 26 und 1882 12 Strecken. Weil der Staat die Bauarbeiten selbst ausführen ließ, fehlten ihm schnell die Ingenieure, die die Bauaufsicht zu führen hatten. Nachwuchskräfte kamen trotz Anwerbemaßnahmen für die École polytechnique und Weiterbeschäftigung nach dem Erreichen des Ruhestands nicht so schnell nach. Erfahrene Kräfte fehlten jetzt auch für andere Baumaßnahmen. Zudem erhöhten sie die Ausgaben, auch weil der Staat, wie sich später herausstellte, nicht der beste Unternehmer war. So verhandelte er beispielsweise mit Stahlunternehmen Fixpreise für die Lieferung von Schienen, die nach kurzer Zeit deutlich über dem Marktpreis lagen. Hinzu kamen Streckenplanungen, die von der Wirtschaft als Spekulationsmodell angesehen wurden. Dies führte zu Spannungen auf dem Finanzmarkt. Die Drei-Prozent-Rente war nicht mehr ausreichend zur Finanzierung.
Als Ausweg sah die Regierung ein Abkommen mit den Bahngesellschaften, das diese mehr in die Finanzierung neuer Bahnprojekte einbinden sollte. Dazu sollten die zu vergebenden Konzessionen als „fest“ oder als „eventual“ tituliert werden. Diesem Abkommen von 1883 war nur ein kurzer Erfolg beschieden: Die Bahngesellschaften konnten zwar weiter frei wirtschaften und damit ihre Monopolstellung verteidigen, waren aber vermehrt staatlicher Kontrolle in Fragen der Tarifgestaltung, Baukosten und Bewirtschaftung unterworfen. Der Weg zur Verstaatlichung zur SNCF 1938 zeichnete sich ab.: S. 50–52
Letztendlich wurden nur die folgenden Strecken gebaut. Robert Beck bezeichnet 58 Strecken:
| Nr. | SNCF                               | Strecke                                                       | Ligne | km  | Spur | Bemerkung                                 |
| --- | ---------------------------------- | ------------------------------------------------------------- | --- | --- | ---- | ----------------------------------------- |
| SNCF = SNCF-Streckennummer, Strecke = heutige Streckenbezeichnung, Ligne = Bezeichnung im Plan Freycinet, Spur: N = Normalspur, 1 = Meterspur |                                    |                                                               | |     |      |                                           |
| |                                    |                                                               | |     |      |                                           |
| 22 | 003                                | Bahnstrecke Longueville–Esternay                              | Provins à Esternay, par ou près Villiers-Saint-Georges                                                                                   | 29  | N    |                                           |
| 23 | 002                                | Bahnstrecke Gretz-Armainvilliers–Sézanne                      | Fère-Champenoise à Vitry-le-François | 50  | N    |                                           |
| 26 | 753                                | Bahnstrecke Laroche-Migennes–Cosne                            | Auxerre à Vitry-le-François, par ou près Saint-Florentin, Troyes et Brienne                                                              | 145 | N    | in 6 unterschiedliche Strecken aufgeteilt |
| 26 | 764                                | Bahnstrecke Saint-Florentin–Monéteau-Gurgy                    | Auxerre à Vitry-le-François, par ou près Saint-Florentin, Troyes et Brienne                                                              | 145 | N    | in 6 unterschiedliche Strecken aufgeteilt |
| 26 | 832                                | Bahnstrecke Saint-Julien–Saint-Florentin-Vergigny             | Auxerre à Vitry-le-François, par ou près Saint-Florentin, Troyes et Brienne                                                              | 145 | N    | in 6 unterschiedliche Strecken aufgeteilt |
| 26 | 012                                | Bahnstrecke Troyes–Brienne-le-Château                         | Auxerre à Vitry-le-François, par ou près Saint-Florentin, Troyes et Brienne                                                              | 145 | N    | in 6 unterschiedliche Strecken aufgeteilt |
| 26 | 015                                | Bahnstrecke Jessains–Sorcy                                    | Auxerre à Vitry-le-François, par ou près Saint-Florentin, Troyes et Brienne                                                              | 145 | N    | in 6 unterschiedliche Strecken aufgeteilt |
| 26 | 013                                | Bahnstrecke Vallentigny–Vitry-le-François                     | Auxerre à Vitry-le-François, par ou près Saint-Florentin, Troyes et Brienne                                                              | 145 | N    | in 6 unterschiedliche Strecken aufgeteilt |
| 27 | 065                                | Bahnstrecke Mont-sur-Meurthe–Bruyères                         | Gerbéviller (Meurthe-et-Moselle) à Bruyères (Vosges)                                                                                     | 45  | N    |                                           |
| 28 | 051                                | Bahnstrecke Jussey–Darnieulles-Uxegney                        | Jussey à la ligne d’Épinal et à Aillevillers                                                                                             | 72  | N    |                                           |
| 29 | 060                                | Bahnstrecke Épinal–Bussang                                    | Prolongement de la ligne de Remiremont à Saint-Maurice-sur-Moselle jusqu’à Bussang                                                       | 4   | N    |                                           |
| 35 | 974                                | Bahnstrecke Saint-Cloud–Saint-Nom-la-Bretèche–Forêt-de-Marly  | Raccordement entre la ligne de Grande-Ceinture, près l’Étang-la-Ville, et la ligne de Paris à Versailles (rive droite), vers Saint-Cloud | 15  | N    |                                           |
| 40 | 356                                | Bahnstrecke Rouxmesnil–Eu                                     | Eu à Dieppe | 37  | N    |                                           |
| 50 | 416                                | Bahnstrecke Orval - Hyenville–Regnéville-sur-Mer              | Coutances à Regnéville | 8   | N    |                                           |
| 64 | 453                                | Bahnstrecke Miniac-Morvan–La Gouesnière                       | Miniac à la Gouesnière, par Châteauneuf (Ille-et-Vilaine)                                                                                | 11  | N    |                                           |
| 65 | 443                                | Bahnstrecke La Brohinière–Dinan                               | La Brohinière à Dinan (Côtes-du-Nord) et Dinan à Dinard (Ille-et-Vilaine)                                                                | 55  | N    |                                           |
| 65 | 444                                | Bahnstrecke Dinan–Dinard-Saint-Énogat                         | La Brohinière à Dinan (Côtes-du-Nord) et Dinan à Dinard (Ille-et-Vilaine)                                                                | 55  | N    |                                           |
| 66 | 463                                | Bahnstrecke Châteaubriant–Ploërmel                            | Châteaubriant à Ploërmel, par ou près Bain et Messac                                                                                     | 88  | N    |                                           |
| 67 | 473                                | Bahnstrecke Auray–Quiberon                                    | Auray à Quiberon (Morbihan) | 26  | N    |                                           |
| 68 | 445                                | Bahnstrecke Saint-Brieuc–Le Légué                             | Saint-Brieuc au Légué (Côtes-du-Nord) | 7   | N    |                                           |
| 69 | 486                                | Bahnstrecke Guingamp–Paimpol                                  | Guingamp à Paimpol (Côtes-du-Nord) | 36  | 1/N  | ab 1924: 1435 mm                          |
| 70 | 485                                | Bahnstrecke Guingamp–Carhaix                                  | Carhaix à Guingamp, par Callac | 46  | N    |                                           |
| 71 | 483                                | Bahnstrecke Morlaix–Carhaix                                   | La Brohinière à la ligne de Châteaulin à Landerneau, par Loudéac et Carhaix                                                              | 168 | 1    | Réseau Breton: Netz von 5 Strecken        |
| 71 | 480                                | Bahnstrecke Carhaix–Camaret-sur-Mer                           | La Brohinière à la ligne de Châteaulin à Landerneau, par Loudéac et Carhaix                                                              | 168 | 1    | Réseau Breton: Netz von 5 Strecken        |
| 71 | 484                                | Bahnstrecke Carhaix–Rosporden                                 | La Brohinière à la ligne de Châteaulin à Landerneau, par Loudéac et Carhaix                                                              | 168 | 1    | Réseau Breton: Netz von 5 Strecken        |
| 71 | 487                                | Bahnstrecke Carhaix–Loudéac                                   | La Brohinière à la ligne de Châteaulin à Landerneau, par Loudéac et Carhaix                                                              | 168 | 1    | Réseau Breton: Netz von 5 Strecken        |
| 71 | 482                                | Bahnstrecke Saint-Méen–Loudéac                                | La Brohinière à la ligne de Châteaulin à Landerneau, par Loudéac et Carhaix                                                              | 168 | 1    | Réseau Breton: Netz von 5 Strecken        |
| 72 | 476                                | Bahnstrecke Rosporden–Concarneau                              | Concarneau à Rosporden (Finistère) | 14  | N    |                                           |
| 74 | 447                                | Bahnstrecke Morlaix–Roscoff                                   | Morlaix à Roscoff (Finistère) | 26  | N    |                                           |
| 76 | 480                                | Bahnstrecke Carhaix–Camaret-sur-Mer                           | Châteaulin à Camaret (Finistère) | 46  | 1    |                                           |
| 77 | 478                                | Bahnstrecke Quimper–Douarnenez-Tréboul                        | Quimper à Douarnenez (Finistère) et Quimper à Pont-l’Abbé (Finistère)                                                                    | 39  | N    |                                           |
| 77 | 477                                | Bahnstrecke Quimper–Pont-l’Abbé                               | Quimper à Douarnenez (Finistère) et Quimper à Pont-l’Abbé (Finistère)                                                                    | 39  | N    |                                           |
| 84 |                                    | Bahnstrecke Châteauneuf-sur-Charente–Saint-Mariens-Saint-Yzan | Barbezieux – un point – déterminer entre Montendre and Cavignac                                                                          | 48  | N    |                                           |
| 88 | 584                                | Bahnstrecke Bordeaux-St-Louis–Pointe de Grave                 | De la gare de Moulis (ligne du Médoc) au port de Lamarque                                                                                | 6   | N    |                                           |
| 89 | 599                                | Bahnstrecke Châtellerault–Launay                              | Châtellerault à Tournon-Saint-Martin (Indre)                                                                                             | 21  | N    |                                           |
| 92 | 600                                | Chemin de fer du Blanc-Argent                                 | Le Blanc à Argent | 161 | 1    |                                           |
| 92 | 693                                | Chemin de fer du Blanc-Argent                                 | Le Blanc à Argent | 161 | 1    |                                           |
| 99 | 590                                | Bahnstrecke Les Aubrais-Orléans–Montauban-Ville-Bourbon       | Limoges à Brive, par Uzerche, avec raccordement par la vallée de la Vézère et Treignac avec la ligne de Limoges à Meymac                 | 131 | N    |                                           |
| 104 | 695                                | Bahnstrecke Bourges–Miécaze                                   | Montluçon à Eygurande, par ou près Evaux et Auzances                                                                                     | 92  | N    |                                           |
| 109 | 710                                | Bahnstrecke Laqueuille–Le Mont-Dore                           | Laqueuille au Mont-Dore, par la Bourboule                                                                                                | 15  | N    |                                           |
| 113 | 763                                | Bahnstrecke Tamnay-Châtillon–Château-Chinon                   | Tamnay à Château-Chinon | 23  | N    |                                           |
| 117 | 775                                | Bahnstrecke Paray-le-Monial–Givors-Canal                      | Givors à Paray-le-Monial, par ou près l’Arbresle                                                                                         | 125 | N    |                                           |
| 121 | 891                                | Bahnstrecke Collonges–Divonne-les-Bains                       | De la ligne de Lyon à Genève à Gex et à Divonne                                                                                          | 39  | N    |                                           |
| 123 | 859                                | Bahnstrecke Voujeaucourt–Saint-Hippolyte                      | Voujeaucourt (Doubs) à Saint-Hippolyte                                                                                                   | 27  | N    |                                           |
| 125 | 895                                | Bahnstrecke La Roche-sur-Foron–Saint-Gervais                  | La Roche à Saint-Gervais et à Chamonix (Haute-Savoie)                                                                                    | 70  | N    |                                           |
| 125 | 896                                | Bahnstrecke Saint-Gervais–Vallorcine                          | La Roche à Saint-Gervais et à Chamonix (Haute-Savoie)                                                                                    | 70  | 1    |                                           |
| 126 | 898                                | Bahnstrecke Annecy–Albertville                                | Albertville à Annecy | 44  | N    |                                           |
| 127 |                                    | Chemin de fer de La Mure                                      | La Mure (Isère) à la ligne de Grenoble à Gap                                                                                             | 32  | 1    |                                           |
| 139 |                                    | Bahnstrecke Meyrargues–Nizza                                  | Draguignan à Cagnes, par Grasse | 75  | 1    |                                           |
| 140 | Draguignan à Mirabeau, par Barjols | Bahnstrecke Meyrargues–Nizza                                  | 96 |     | 1    |                                           |
| 141 |                                    | Bahnstrecke Nizza–Digne-les-Bains                             | Nice à Puget-Théniers | 56  | 1    |                                           |
| 142 | 945                                | Bahnstrecke Coni–Vintimille                                   | Nice à Coni, par la vallée du Paillon, le contrefort de Braous, Sospel, le contrefort de Broïs et Fontan                                 | 52  | N    |                                           |
| 142 | 946                                | Bahnstrecke Nice–Breil-sur-Roya                               | Nice à Coni, par la vallée du Paillon, le contrefort de Braous, Sospel, le contrefort de Broïs et Fontan                                 | 52  | N    |                                           |
| 144 | 996                                | Chemins de fer de la Corse                                    | Ponte-Leccia à Calvi (Corse) | 79  | 1    |                                           |
| 159 | 744                                | Bahnstrecke Carmaux–Vindrac                                   | Carmaux à un point à déterminer entre Vindrac et Laguépie                                                                                | 25  | N    |                                           |
| 162 | 671                                | Bahnstrecke Foix–Saint-Girons                                 | Saint-Girons à Foix | 44  | N    |                                           |
| 165 | 676                                | Bahnstrecke Carcassonne–Rivesaltes                            | Quillan à Rivesaltes (Pyrénées-Orientales)                                                                                               | 69  | N    |                                           |
| 170 | 649                                | Bahnstrecke Castelsarrasin–Beaumont-de-Lomagne                | Castelsarrasin à Lombez | 73  | N    |                                           |
| 172 | 667                                | Bahnstrecke Lannemezan–Arreau                                 | Lannemezan à Arreau (Hautes-Pyrénées) | 26  | N    |                                           |
| 174 | 646                                | Bahnstrecke Eauze–Auch                                        | Auch à Bazas, passant par ou près Eauze                                                                                                  | 143 | N    |                                           |
| 177 | 644                                | Bahnstrecke Nérac–Mont-de-Marsan                              | Nérac à Mont-de-Marsan, par ou près Mézin, Sos et Villeneuve-de-Marsan                                                                   | 91  | N    |                                           |
| 178 | 664                                | Bahnstrecke Pau–Canfranc                                      | Oloron à Bedous (Basses-Pyrénées) | 27  | N    |                                           |
| 179 | 673                                | Bahnstrecke Autevielle–Saint-Palais                           | Oloron à la ligne de Puyoô à Saint-Palais, par la vallée du gave d’Oloron                                                                | 45  | N    |                                           |